# 東草野村
東草野村（ひがしくさのむら）は、滋賀県東浅井郡にあった村。現在の米原市の北端、伊吹山地西麓、姉川の上流域にあたる。

## 地理
- 河川：姉川、板名古川、足俣川、起し又川

## 歴史
- 1889年（明治22年）4月1日 - 町村制の施行により、甲津原村・曲谷村・甲賀村・吉槻村・上板並村・下板並村の区域をもって発足。
- 1956年（昭和31年）9月1日 - 坂田郡春照村・伊吹村と合併し、改めて坂田郡伊吹村が発足。同日東草野村廃止。

## 重要文化的景観
旧東草野村の区域のうち、甲津原（こうづはら）、曲谷（まがたに）、甲賀（こうが）、吉槻（よしつき）の4集落が、①利水に関する景観地、②流通・往来に関する景観地、③居住に関する景観地の3項目を満たしているとして、「東草野の山村景観」の名称で文化財保護法による重要文化的景観に選定されている。
位置情報

甲津原北緯35度30分36.7秒 東経136度21分41.17秒

曲谷北緯35度28分30.66秒 東経136度20分52.43秒

甲賀北緯35度28分1.44秒 東経136度20分56.92秒

吉槻北緯35度27分26.46秒 東経136度21分32.11秒